# Homosfeer
De atmosfeer bestaat uit de homosfeer en daarboven de heterosfeer. De homosfeer omvat de volledige troposfeer, stratosfeer en mesosfeer en het onderste gedeelte van de thermosfeer. De homosfeer start aan het aardoppervlak en eindigt in de "turbopauze" rond een hoogte van ongeveer 85 à 90 km. De top van de homosfeer heet homopauze (= turbopauze). 
De homosfeer bevat meer dan 99% van de massa van de aardatmosfeer (= dampkring). In de homosfeer daalt de dichtheid van de lucht met de hoogte. De homosfeer bevat een 10 km dikke band van "elemental mesosphere sodium". 
In de homosfeer is de luchtsamenstelling homogeen. De verhouding stikstof (78%), zuurstof (21%) en 1% andere gassen (bij droge lucht) is in deze laag overal hetzelfde. Vochtige lucht kan tot 4% waterdamp aan dit gasmengsel toevoegen.  
De heterosfeer is de laag van een atmosfeer waar gassen (met stijgende hoogte) gescheiden worden door moleculaire diffusie waardoor lichtere gassen meer voorkomen dan zware gassen. In de heterosfeer is diffusie immers sneller dan mixing, en zware gassen verminderen er met de hoogte sneller in dichtheid dan lichte gassen. De zwaardere molecules en atomen komen meer voor in de lagere lagen van de heterosfeer terwijl lichtere molecules en atomen meer voorkomen in hogere lagen van de heterosfeer. De heterosfeer begint bij de turbopauze en loopt tot het einde van de aardatmosfeer.